# Ренковці
Ренковці (словен. Renkovci) — поселення в общині Турнище, Помурський регіон, Словенія. Висота над рівнем моря: 174,3 м.